# Palazzo Rusticucci-Accoramboni
Il palazzo Rusticucci-Accoramboni (noto anche come palazzo Rusticucci o palazzo Accoramboni) è un palazzo tardo rinascimentale ricostruito a Roma. Originariamente opera di Domenico Fontana e Carlo Maderno, esso fu demolito e ricostruito nel 1940 lungo il lato nord di via della Conciliazione, l'ampio viale costruito tra il 1936 e il 1950 che collega la basilica di San Pietro e la Città del Vaticano con il centro di Roma. Prima della sua ricostruzione l'edificio si affacciava su piazza Rusticucci (il vestibolo di piazza San Pietro, anch'esso distrutto negli anni trenta del Novecento).

## Ubicazione
Il palazzo si trova a Roma, nel rione Borgo, lungo il lato nord di via della Conciliazione, e la sua facciata principale è rivolta a sud. Esso appartiene allo stesso isolato del palazzo dei Convertendi, un altro edificio rinascimentale demolito alla fine degli anni trenta del novecento e ricostruito nel 1940 ad est di esso. A ovest, la breve via Rusticucci lo separa dal propileo settentrionale affacciato su piazza San Pietro e delimitante insieme al suo omologo meridionale piazza Pio XII (la quale insiste all'incirca sulla stessa area della vecchia piazza Rusticucci). Il lato nord dell'edificio confina con altri due edifici ricostruiti rinascimentali di Borgo: il palazzo Jacopo da Brescia e la casa del medico di Paolo III.

## Storia

### Rinascimento e Barocco

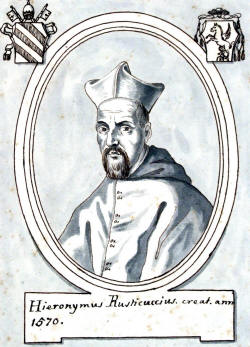
Il Cardinale Girolamo Rusticucci, committente del palazzo

Girolamo Rusticucci, nato a Fano, nelle Marche, segretario di papa Pio V (r. 1566-1572), il quale nel 1570 lo nominò cardinale di Santa Susanna, acquistò il 31 marzo 1572 un palazzo che si trovava quasi alla fine della via Alessandrina (la strada in seguito chiamata Borgo Nuovo) in Borgo. Questo edificio, già proprietà di Roberto Strozzi, esponente della famiglia di banchieri fiorentini, era stato venduto nel 1567 a papa Pio V, il quale lo donò immediatamente al nipote Paolo Ghislieri. Cinque anni più tardi quest'ultimo lo vendette al cardinale con il permesso del papa. Al fine di ampliare il suo palazzo, Rusticucci acquistò anche alcune case vicine. tuttavia, non sempre le trattative per l'acquisto si conclusero con successo: un'anziana si rifiutò di vendere la sua casa, e questo costrinse gli architetti a inglobare l'abitazione nel palazzo. Tuttavia, la donna e i suoi eredi poterono continuare a vivere lì fino a quando vendettero l'immobile al proprietario del caffè San Pietro, uno dei più antichi della città. L'opposizione decisa di un altro proprietario costrinse il cardinale a rinunciare ad estendere l'edificio ad est fino a Borgo Sant'Angelo, anche se i lavori di ampliamento erano già iniziati: un potente bugnato angolare eretto all'angolo fra Borgo Sant'Angelo e Borgo Nuovo rimase a testimoniare fino al 1937 l'intenzione del Cardinale.
Nel 1584, diversi anni dopo l'acquisto del palazzo dal Ghislieri, Rusticucci commissionò a Domenico Fontana il progetto di un palazzo più grande. Dopo il trasferimento a Napoli del Fontana che, dopo la morte di Sisto V (r. 1585-1590) e il breve intermezzo di Innocenzo IX (r. ottobre-dicembre 1591) non poté conquistare il favore di papa Clemente VIII (r. 1592-1605), i lavori furono conclusi da suo nipote Carlo Maderno. Verso il 1630 nel palazzo fu trasferito per un breve tempo il Collegio Nazareno, una delle più antiche scuole di Roma, fondata in quegli anni da Giuseppe Calasanzio, e attualmente in via del Bufalo, nel rione Trevi.
Dopo di ciò, gli eredi del cardinale vendettero l'edificio agli Accoramboni, una famiglia appartenente alla piccola nobiltà eugubina, che era emigrata dalla città umbra a Roma in cerca di fortuna. Esponenti della famiglia raggiunsero un alto rango nell'amministrazione ecclesiastica e nella città: Ottavio fu vescovo di Fossombrone e Urbino, Roberto vicelegato a Ferrara e durante l'epidemia del 1657 il proprietario del palazzo, Roberto Accoramboni, ottenne il compito (datogli personalmente da papa Alessandro VII) di difendere Borgo dalla peste. Nel 1667, la costruzione del colonnato di piazza San Pietro da parte di Gian Lorenzo Bernini rese necessario l'abbattimento dell'ultimo blocco di case ("isola") situato di fronte alla nuova piazza, e delimitato dalle vie di Borgo Vecchio e Borgo Nuovo: questo isolato era chiamato "isola del priorato", dal momento che uno dei suoi edifici ospitava il priorato dei cavalieri di Rodi. La sua demolizione creò una nuova grande piazza, delimitata sul lato nord da palazzo Rusticucci, che a causa di ciò le diede il nome.

### Età moderna

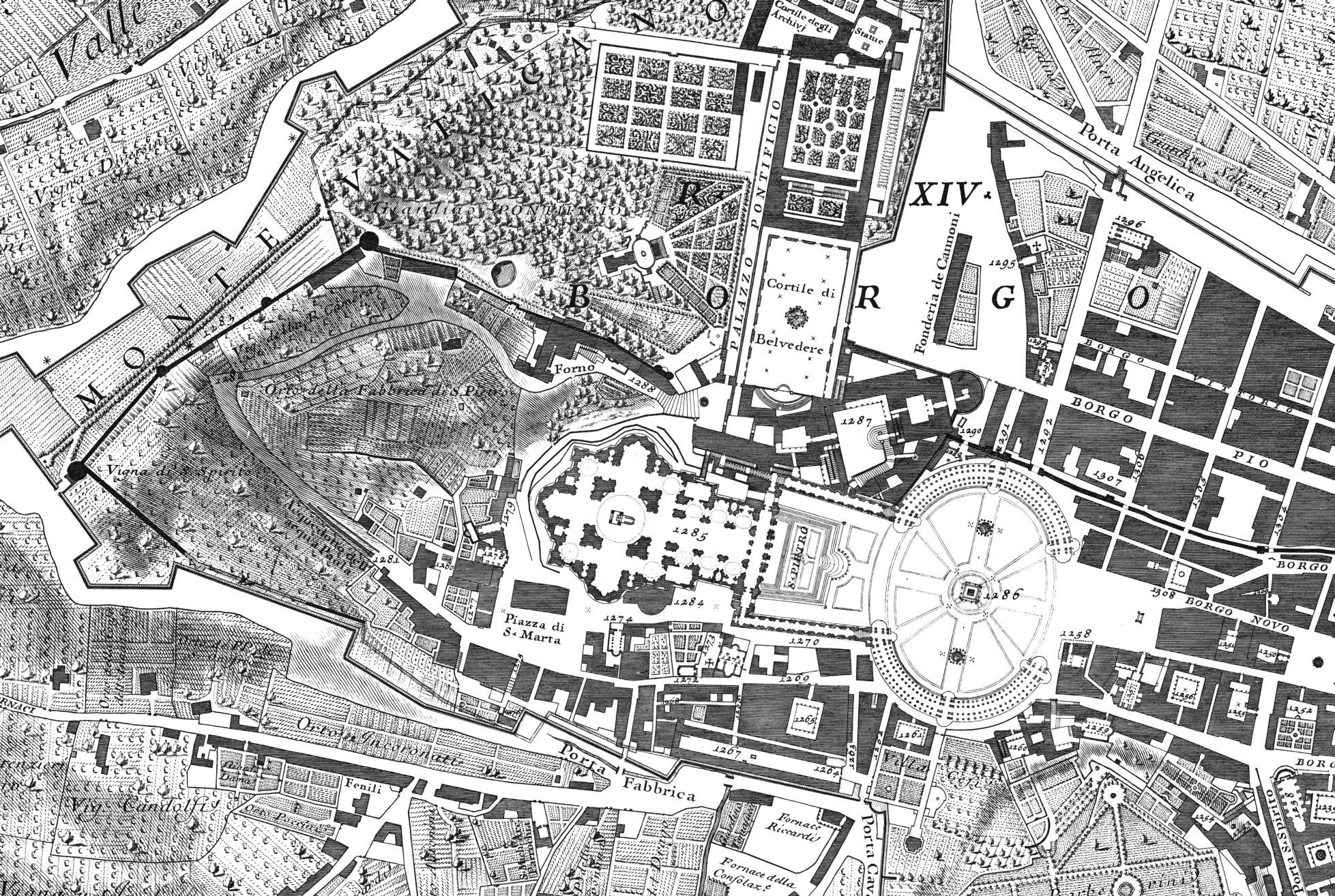
Posizione originale di palazzo Rusticucci (n. 1308), il secondo edificio a est del colonnato settentrionale di piazza San Pietro, dalla Nuova Topografia di Roma di Giambattista Nolli (1748)

Nel ventesimo secolo il palazzo divenne brevemente sede dell'Istituto Storico Belga, poi fu occupato dalla congregazione di Propaganda Fide. Nel 1940, a causa della costruzione di via della Conciliazione, fu demolito e in parte ricostruito nello stesso anno con progetto di Clemente Busiri Vici, esponente di una dinastia di architetti romani.
Grazie ai decreti di esproprio, sono note le attività commerciali presenti nel palazzo al momento della demolizione: nel 1937 lungo piazza Rusticucci erano attivi due negozi di articoli religiosi, un tabaccaio, un panificio, una pasticceria e un ristorante. La panetteria era in origine un'osteria, ospitata in una casa già presente prima del palazzo. Alla fine degli anni dieci del cinquecento Raffaello, a quel tempo impegnato a dipingere le logge Vaticane, pranzò spesso insieme ai suoi collaboratori in una camera sul retro. Durante il pranzo gli artisti spesso discutevano problemi di lavoro, schizzando diverse soluzioni sulle pareti del locale. Quando il palazzo venne edificato, l'osteria venne inglobata in esso, e i successivi proprietari nel corso dei secoli si tramandarono il ricordo degli autori degli schizzi, avendo perciò sempre cura delle mura di quella stanza.
Verso la metà del XIX secolo, uno zuavo pontificio fu ucciso nel locale, che di conseguenza venne chiuso dalle autorità. Dopo la presa di Roma, avvenuta alcuni anni più tardi, il negozio fu riaperto, ospitando prima una pizzeria, poi il panificio di cui sopra. In quell'occasione i locali furono ristrutturati, e tutti gli schizzi andarono perduti.

## Descrizione

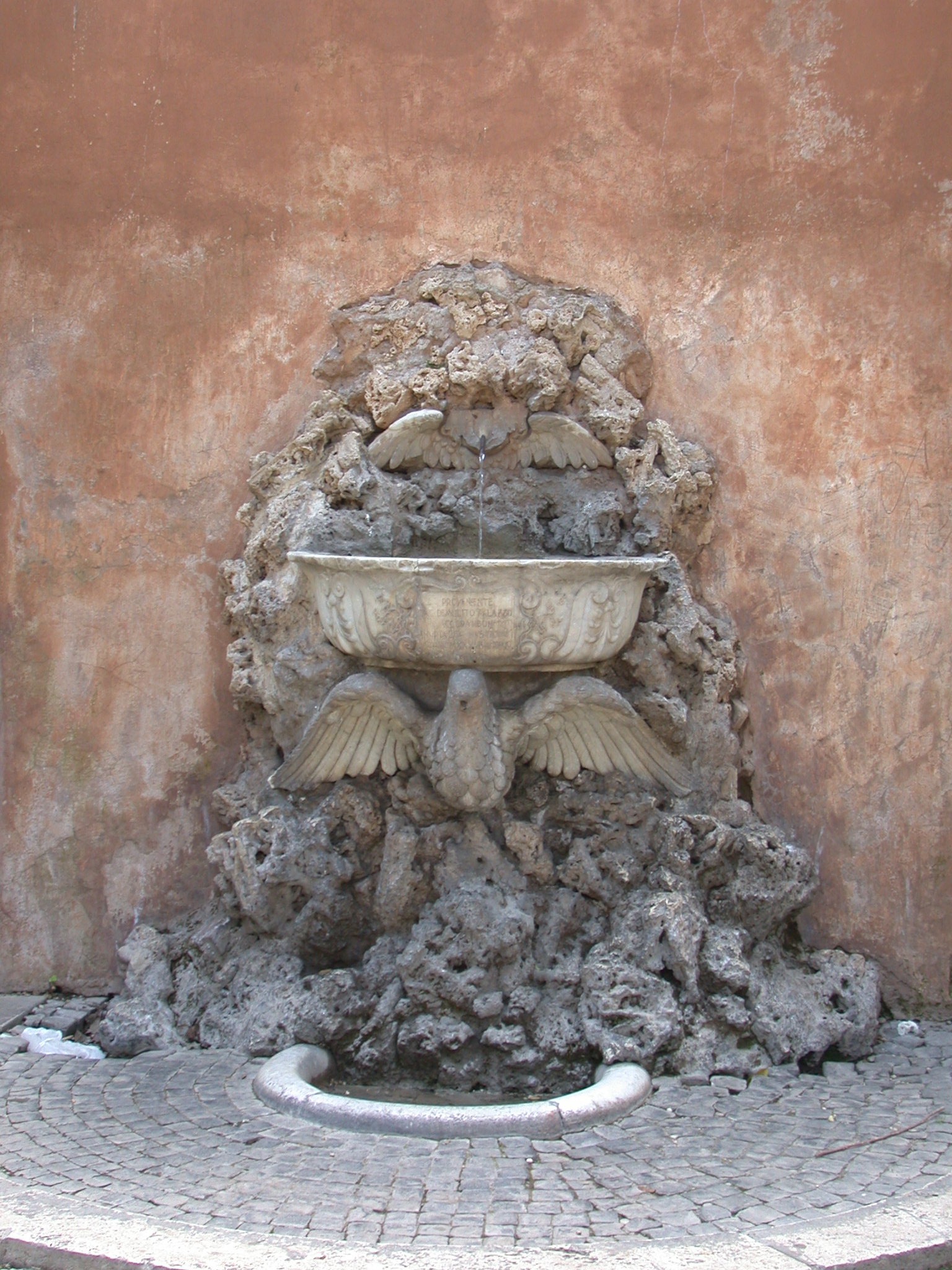
Fontana di Palazzo Rusticucci, ora posta nel giardino di Santa Sabina

L'edificio originale, conosciuto attraverso la pianta di Roma di Antonio Tempesta del 1593, pubblicata quando il palazzo era stato appena terminato, aveva un prospetto armonioso e severo, con diciassette finestre e tre piani. La facciata lungo via Alessandrina assomiglia a quelli di palazzi coevi, come palazzo Ruspoli, costruito in via del Corso da Bartolomeo Ammannati. Risultante dall'unione di diverse piccole case, l'edificio era molto lungo, soprattutto dopo l'aggiunta di un'altra ala sul lato ovest, lungo via del Mascherino, costruita sessant'anni dopo la morte di Rusticucci nel 1603.
Dopo quest'aggiunta, il palazzo viene descritto unanimemente dalle guide della città come "privo di grazia". La sua facciata principale aveva un aspetto monotono e modesto: era lunga 83,35 m, con tre piani e un mezzanino, ventidue finestre e un portale bugnato. L'edificio copriva una superficie totale di 2.700 m². A destra dell'ingresso si trovava un cortile rettangolare a tre ordini sovrapposti, dorico, ionico e corinzio. Sul lato opposto era posto un cortile quadrato più piccolo, circondato da un portico a serliana.
L'edificio ricostruito è più corto, avendo solo tredici finestre lungo la facciata principale, la quale è edificata con mattoni a vista. I due cortili sono stati ricostruiti, mentre le cornici delle finestre e il portale provengono dall'edificio originale. Il palazzo ospita il caffè San Pietro, fondato nel 1775. Esso è uno dei più antichi caffè di Roma, e ha avuto la sua sede nel palazzo sin dalla sua apertura.
Una fontana eretta nel cortile del palazzo è stata rimontata nel giardino fra la Basilica di Sant'Alessio e quella di Santa Sabina all'Aventino.